# Мосты Воронежа
Мосты Воронежа включают в себя мостовые переходы, мосты-плотины, путепроводы и транспортные эстакады расположенные в городе Воронеже, а также соединяющие берега рек Дон, Воронеж и Воронежского водохранилища. В черте города имеются три автомобильных моста через Воронежское водохранилище, один мост через р. Дон, а также переход проложенный на плотине водохранилища. Особое место для транспортного сообщения в черте города занимают железнодорожные мосты, перекинутые через водохранилище и Отроженский остров. Имеется и большое количество более мелких конструкций.

## История
Основание Воронежа в 1586 году в междуречье недалеко от точки слияния судоходных рек Воронежа с Доном способствовало развитию в городе крупномашстабной торговли, которая к середине XVII века достигла больших размеров, что в свою очередь создало необходимость сооружения через указанные реки полноценных мостов. На месте современного Вогрэсовского моста издревле существовала Кузнецкая (или Купеческая) переправа. Но из-за того что исторический центр города располагался на правом берегу широкой поймы одноимённой реки, наличие временных переправ не удовлетворяло потребностей растущего города. История мостосторения в Воронеже началась в 1768 году, когда первые хроники впервые упоминают Чернавский мост как деревянный. В советское время в городе появилось ещё два моста через Воронежское водохранилище, созданное в 1972 году.

## Список мостов

### Мосты через Воронежское водохранилище

#### Чернавский мост

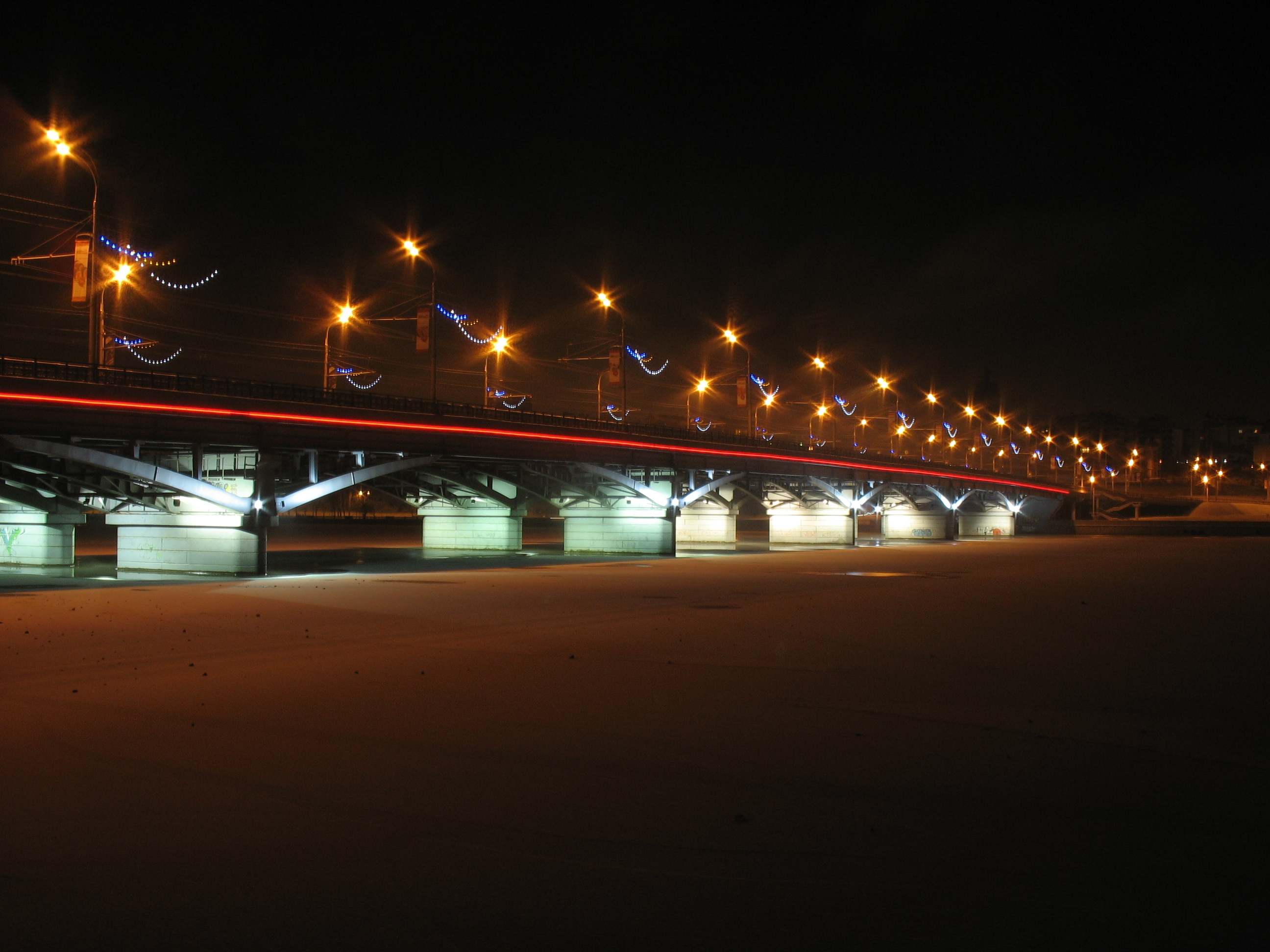
Чернавский мост

Исторически первый значимый мост города, в настоящее время это центральный aвтомобильный и пешеходный мост в Воронеже. Мост имеет 6 опор. Длина моста — 364 метра. В 1768 году Чернавский мост через реку Воронеж был упомянут как деревянный. В 1820-х годах была замощена камнем Придаченская дамба, а сам мост был перестроен на надёжных сваях. В 1909 году был построен бетонный Чернавский мост, который стал одним из символов города. Разрушен в годы войны. Восстановлен к 1959 году. В связи с заполнением Воронежского водохранилища в 1972 году мост подвергся реконструкции в конце XX века. 19 лет Чернавский мост был закрыт на реконструкцию бюджетом 1,2 млрд рублей. В октябре 2009 года полноценное движение по мосту было возобновлено.

#### Вогрэсовский мост

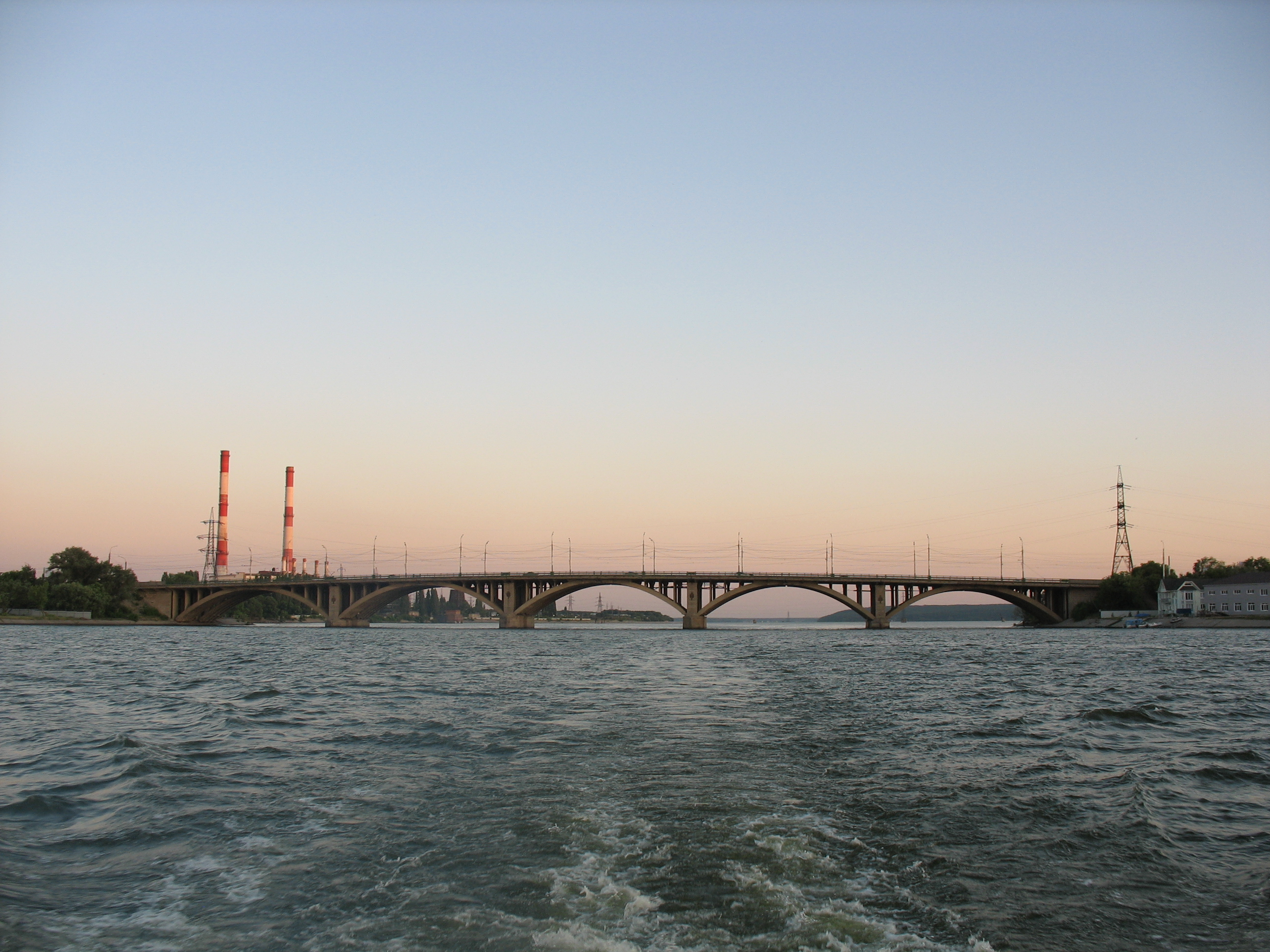
Вогрэсовский мост

Aвтомобильный мост, соединяющий Левобережный и Ленинский районы Воронежа. Длина моста — около 500 метров. К мосту с правого берега реки подходит дамба, вдающаяся в Воронежское водохранилище. Построен в 1931—1934 годах, когда на месте небольшого мостика был построен железобетонный мост и дамба. Мост строился с использованием труда заключённых.

#### Северный мост

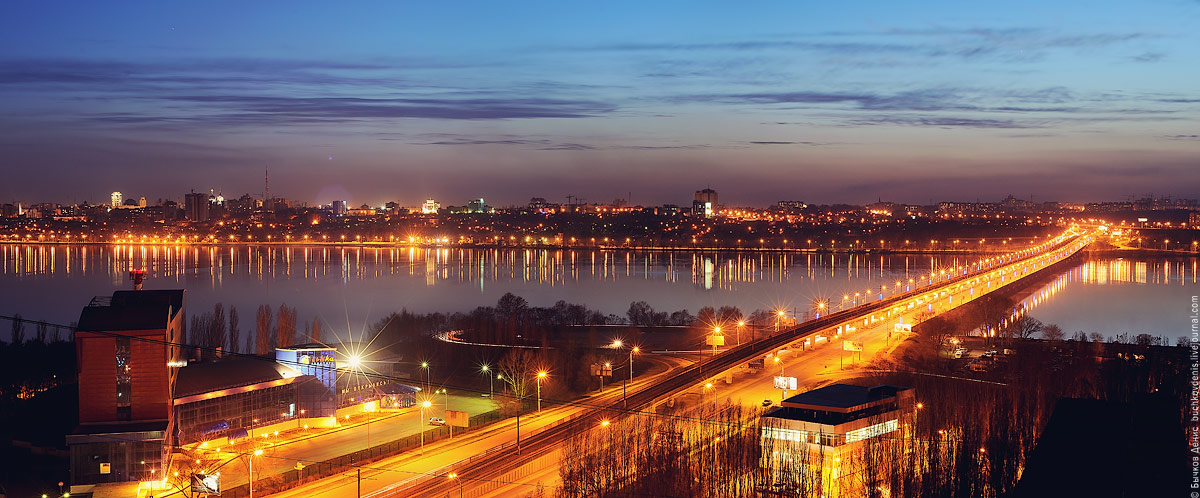
Северный мост

Автомобильно-трамвайный мост между Железнодорожным и Центральным районами города. Его строительство было приурочено к дате 400-летия Воронежа. Длина моста составляет 1800 метров. По верхнему ярусу в период с 1985 по 2008 года осуществлялось пассажирское трамвайное движение. После ликвидации воронежского трамвая стала разрушаться пешеходная дорожка на верхнем ярусе, происходили обвалы её бетонных элементов на случайно проезжающие автомобили.

#### Воронежская плотина
Гидроузел Воронежского водохранилища состоит из плотины длинной 1100 метров и моста протяжённостью 112 метров. Открытие состоялось 29 июля 1972 года. Соединяет Советский и Левобережный районы города.

#### Отроженские мосты

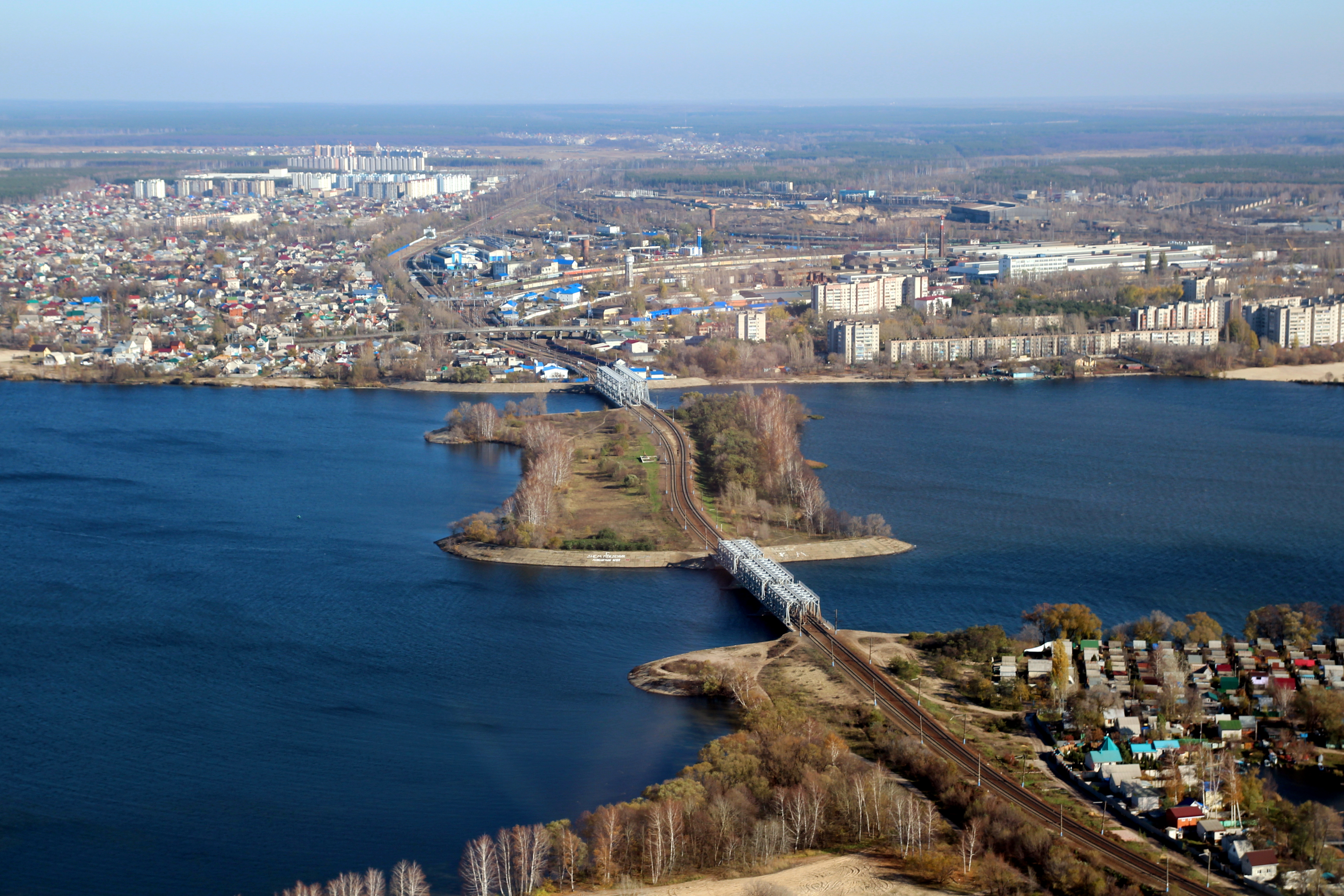
Отроженские мосты

Два Отроженских моста соединяют Центральный и Железнодорожный районы Воронежа. Они появились ещё во времена Российской Империи. Протяжённость Западного Отроженского моста составляет 150 метров, Восточного Отроженского моста — 120 метров. Между ними находится Отроженский остров. 

### Мосты через реку Воронеж
В черте города располагается мост через реку Воронеж, по которому проходит платный участок автомобильной дороги М-4 «Дон».

### Мосты через реку Дон

#### Автомобильный мост

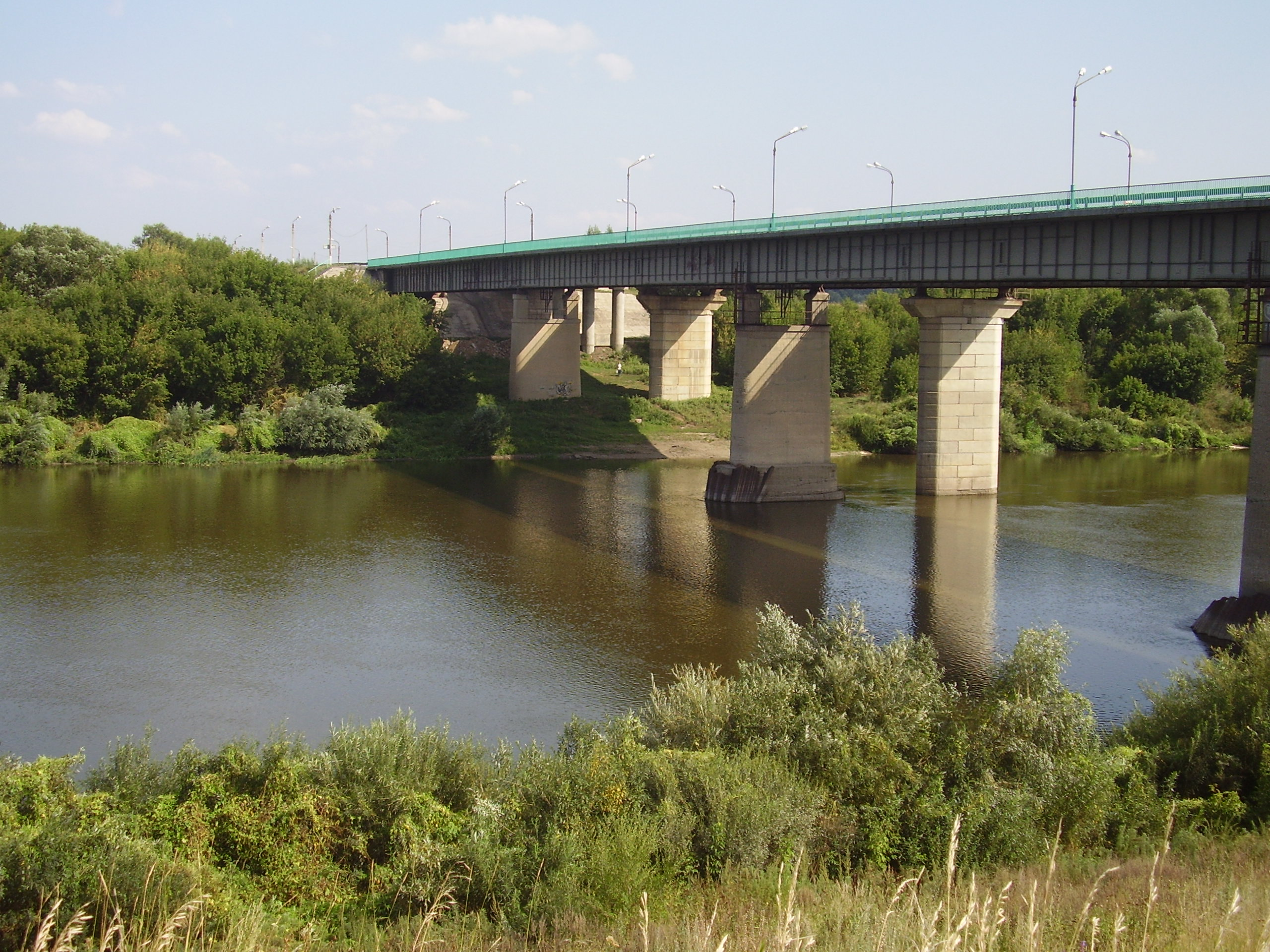
Автомобильный мост

Автомобильный и пешеходный мост через Дон, соединяющий Воронеж и Семилуки на трассе Е-38. Весь мост, в том числе и примыкающий к нему длинный и узкий протуберанец на правом берегу Дона, окружённый Семилуками, расположены в пределах административной границы Воронежа.

#### Железнодорожный мост
Имеется также отдельный железнодорожный мост через р. Дон, соединяющий Воронеж и Семилуки . По нему курсируют товарные и пригородные поезда до станций Воронеж-1, Воронеж-Курский, Курск, Белгород, Касторная-Курская, Нижнедевицк и Касторная-Новая, а также поезда дальнего следования до станций Москва-Киевская, Москва-Павелецкая, Воронеж-1, Адлер, Симферополь-Пассажирский, Новосибирск-Главный, Смоленск-Центральный, Кисловодск, Калининград-Пассажирский, Белгород и Имеретинский курорт.

#### Прочие

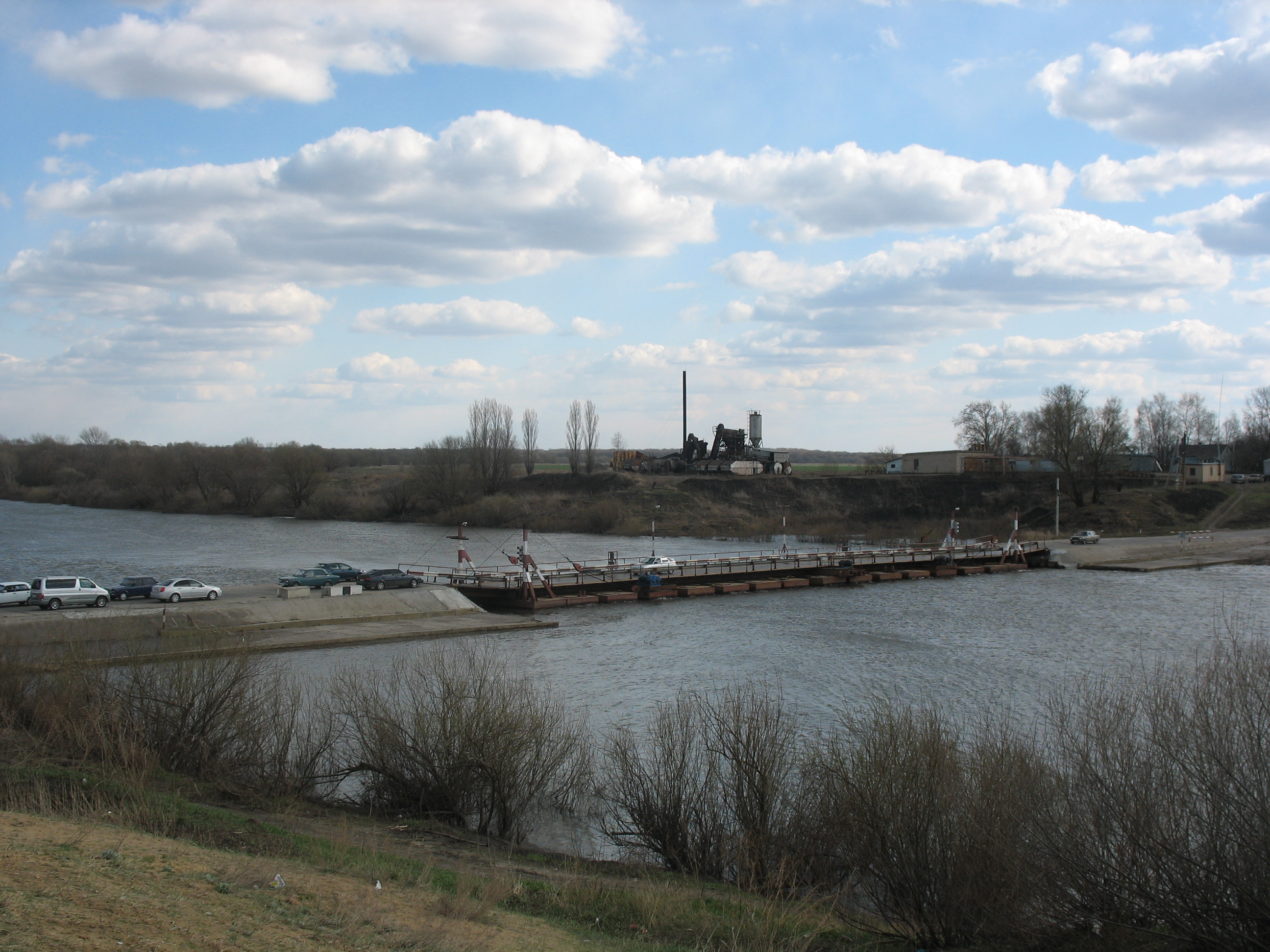
Гремячинский понтонный мост

Гремячинский понтонный мост через Дон соединяет воронежский микрорайон Шилово с послением Новогремяченское. Разбирается во время ледохода. Сам мост расположен в 600 метрах от административной границы города Воронежа, но имеет определённое значение для транспортного сообщения в пределах Воронежской агломерации.